# Копенгагенська інтерпретація
Копенга́генська інтерпрета́ція — імовірнісне трактування рівнянь квантової механіки, в якому вектор стану квантової системи визначає амплітуду ймовірності.
Копенгагенська інтерпретація склалася в 1927 році під час співпраці Вернера Гайзенберга і Нільса Бора в Копенгагені, Данія. На той час склалася ситуація, коли в розпорядженні фізиків були рівняння, що могли з успіхом пояснити й передбачити явища, незрозумілі з погляду класичної фізики. Однак якісні міркування потребували вміння мислити, користуючись новими некласичними поняттями.
Строгого формулювання копенгагенської інтерпретації не існує, оскільки вона складалася, вбираючи в себе ідеї багатьох фізиків[джерело?].

## Основні принципи
1. Квантова система може бути повністю описана певним вектором стану, який визначає всі доступні спостерігачу знання про неї.
2. Опис квантової системи має ймовірнісний характер. Ймовірність події задається квадратом норми вектора стану (Макс Борн).
3. Принцип невизначеності Гейзенберга стверджує, що неможливо визначити значення усіх властивостей системи одночасно.
4. Квантова система одночасно проявляє властивості, характерні для частинок і хвиль. Цей принцип відомий як корпускулярно-хвильовий дуалізм Луї де Бройля.
5. Принцип доповнюваності Нільса Бора стверджує, що експериментально проявляється тільки одна з дуальних властивостей квантової системи, а не обидві відразу.
6. Принцип суперпозиції стверджує, що квантова система може перебувати в стані, в якому вимірювання фізичної характеристики може давати різні результати, а хвильова функція лише визначає ймовірність того чи іншого результату.
7. Вимірювання є за своєю природою взаємодією квантової системи з класичним приладом. Під час вимірювання когерентність квантового стану руйнується.
8. Зі збільшенням розмірів квантової системи її властивості переходять у класичні. Це твердження відоме під назвою принцип відповідності.

## Квантовий детермінізм

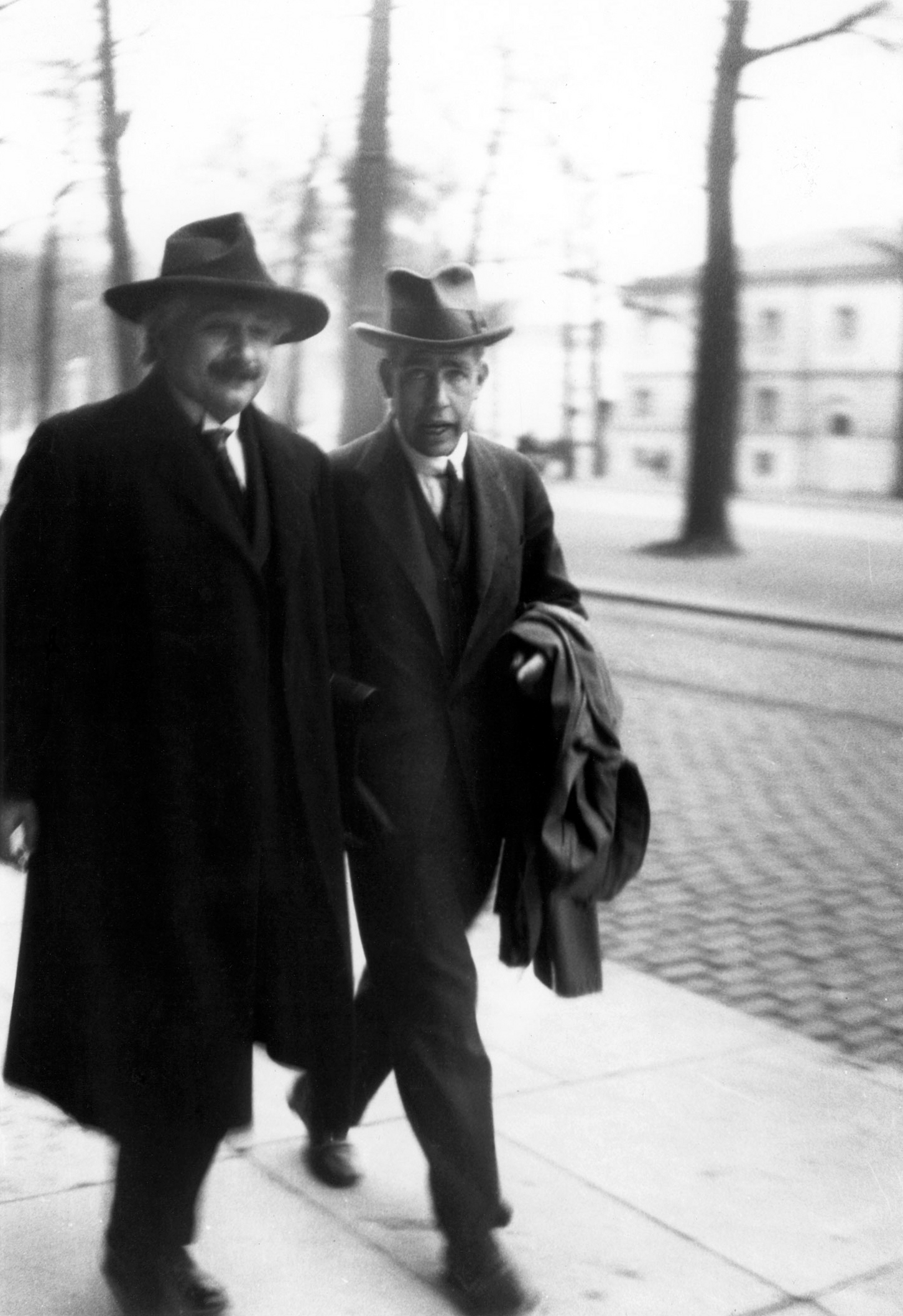
Ейнштейн і Бор

У квантовій механіці справедливий принцип детермінізму: за відомих початкових умов за допомогою рівнянь руху можна однозначно визначити стан (хвильову функцію) квантової системи в будь-який момент часу. Проте хвильова функція результати вимірювання однозначно не визначає. Ця особливість квантової механіки завжди викликала багато критики й суперечок. Відоме заперечення Альберта Ейнштейна, висловлене на Солвеївському конгресі 1927 року: «Я переконаний, що Бог не грається кубиками». Нільс Бор відповів: «Ейнштейне, не вказуйте Богові, що робити».

## Критика
Чимало фізиків вважали копенгагенську інтерпретацію незадовільною, оскільки вона не узгоджувалася з поняттями класичної фізики, зокрема, заперечувала класичний детермінізм. Визначним критиком копенгагенської інтерпретації був Альберт Ейнштейн. Відомі його диспути з Нільсом Бором. Критики вважали можливим пояснення квантових ефектів існуванням ще не відкритих прихованих параметрів.
Однак 1964 року Джон Стюарт Белл опублікував статтю, в якій показав принципові обмеження будь-яких моделей із прихованими параметрами (нерівності Белла), тоді як у ймовірнісній інтерпретації такі обмеження можуть порушуватися. Його підхід дозволив експериментальним шляхом виявити несумісність поведінки реальних квантових систем з моделями на основі локальних прихованих параметрів. 